# Мещерский, Юрий Михайлович
Князь Юрий Михайлович Мещерский - каширский городовой дворянин, голова и городовой воевода из рода Мещерских.

## Биография
Сын каширского дворянина князя Михаила (молитвенное имя Петр) Михайловича Мещерского, называемого в родословцах Темным или Слепым. При крещении получил имя Павел.

На службе с начала 50-х годов XVI века. Дворовый сын боярский по Кашире. В числе других каширян участвовал в военных действиях против крымских татар и в Ливонской войне. Выборный дворянин (1556).

При отражении второго набега крымского хана Девлет-Гирея на Москву был головой сотни мещовских дворян в большом полку князя Михаила Ивановича Воротынского "на берегу". В составе большого полка участвовал в битве при Молодях (1572). Голова на Осколе (1577).

Во время похода короля Стефана Батория на Великие Луки (1580) был в числе голов с сотнями, присланных в Смоленск к князю Даниилу Андреевичу Ногтеву для усиления обороны города на случай осады.

Воевода в Михайлове (1582). Осадный голова в Зарайске (1588—1589). Губной староста в Кашире (1594—1598).

Умер между 1599 и 1603 годами. Перед смертью принял постриг и схиму в Троицком Белопесоцком монастыре под именем Парамон. При реставрационных работах в подклете Троицкого собора монастыря было обнаружено белокаменное надгробие с надписью: «…стола Симона Щилота преставися раб божий Павел Петрович князь Юрьи Михалович Мещорской во иноцех схимник Парамон».

### Земельные владения
По писцовым книгам Каширского уезда 1578/79 года за ним в Раставском стане поместье: село Любилово на речке Березыни, а в нем церковь Василия Кесарийского, деревня Гнилуша на речке Гнилуше, половина деревни Антимоновой и деревня Желудевка, всего 450 четвертей без полуосьмины.

## Семья
Сыновья:
- князь Матвей Юрьевич[1]
- князь Фёдор Юрьевич (убит в 1607 году)  — Жилец. При царе Борисе «по опале» переведен в выборные дворяне. Служил по Кашире. Убит в Туле по приказу царевича Петра.[10]
  - Его сын князь Никифор Фёдорович.
- князь Тимофей Юрьевич († 1614) — Дворянин московский. Второй воевода в Мценске с князем Иваном Андреевичем Хворостининым (1613). Был послан из Мценска в помощники к воеводе князю Даниилу Долгорукому с заданием освободить Путивль и Рыльск от поляков и отрядов Ивана Заруцкого. После занятия города — воевода в Путивле (июль 1613—1614). Умер на воеводстве в Путивле. [11]

## Критика
Одновременно с князем Юрием Михайловичем действовали:
- князь Юрий Григорьевич Боровитинов Мещерский, второй воевода в Пронске (1579), объезжий голова в Москве (1591-1602).
- князь Юрий Иванович Плишкин Мещерский, голова в Белеве (1585-86), Новосиле (1587), Черни (1588-89), Зарайске (1592-94).

Биографические сведения об этих трех князьях Юриях Мещерских часто путаются и приписываются той или иной из трех персон некорректно.